# Douwe Amels
Douwe Jorn Amels (* 16. September 1991) ist ein niederländischer Leichtathlet, der sich auf den Hochsprung spezialisiert hat. 2023 siegte er bei den Halleneuropameisterschaften in Istanbul.

## Sportliche Laufbahn
Douwe Amels tritt seit 2009 in Wettkämpfen im Hochsprung an. Damals belegte er den fünften Platz bei seiner ersten Teilnahme an den Niederländischen Meisterschaften bei den Erwachsenen. 2010 siegte er bei den Niederländischen U20-Hallenmeisterschaften und reiste im Juli zu den U20-Weltmeisterschaften im kanadischen Moncton mit Bestleistung von 2,15 m an. Wenngleich er seine Bestleistung dort in der Qualifikation nahezu erreichen konnte, verpasste er den Einzug in das Finale. 2011 gewann er sowohl in der Halle, als auch in der Freiluft, jeweils seine ersten nationalen Meistertitel bei den Erwachsenen. Mitte Juli startete er bei den U23-Europameisterschaften in Ostrava, verpasste allerdings auch dort sich für das Finale zu qualifizieren. Auch an den nächsten U23-Europameisterschaften, 2013 in Tampere, nahm Amels teil. Diesmal gelang es ihm in das Finale einzuziehen, in dem er mit einer Verbesserung seiner Bestleistung auf 2,28 m die Goldmedaille gewinnen konnte. Diese Höhe steht seitdem als seine persönliche Bestleistung zu Buche und bedeutete damals die Qualifikation für die Weltmeisterschaften in Moskau, bei denen er allerdings nicht in die Nähe dieser Höhe kam.
2015 nahm Amels an der Universiade in Gwangju teil, verpasste es allerdings sich für das Finale zu qualifizieren. In den folgenden Jahren warf ihn eine Knöchelverletzung mehrfach zurück, wegen der er sich mehrerer Operationen unterziehen musste. Danach gelang es ihm erst mit den Europameisterschaften 2018 in Berlin sich wieder für internationale Meisterschaften zu qualifizieren, wobei er zugleich in das Finale einziehen konnte, das er auf dem achten Platz beendete. 2019 egalisierte er im August seine persönliche Bestleistung von 2,28 m, womit er sich für die Weltmeisterschaften in Doha qualifizierte. Mit dem neunten Platz in seiner Qualifikationsgruppe verpasste er es anschließend in das Finale einzuziehen. 2020 überquerte Amels im Juli beim Sprung- und Werfermeeting von Rhede 2,26 m und nahm damit zu jenem Zeitpunkt den zweiten Platz der europäischen Bestenliste ein. 2022 trat er bei den Europameisterschaften in München an und konnte in das Finale einziehen. Darin scheiterte er anschließend allerdings, zusammen mit vier weiteren Athleten, an der Anfangshöhe.
2023 trat Amels bei den Halleneuropameisterschaften in Istanbul an. Im Finale überquerte er 2,31 m, womit er den niederländischen Hallenrekord egalisierte und sich den Europameistertitel sichern konnte. Damit feierte er seinen bislang größten sportlichen Erfolg. Im August trat er in Budapest bei den Weltmeisterschaften an. Dort übersprang er in der Qualifikation 2,22 m, womit er das Finale verpasste.
Bislang war Amels insgesamt 16 Mal bei Niederländischen Meisterschaften erfolgreich, jeweils achtmal in der Freiluft und in der Halle. Seit 2017 lebt er in Leverkusen, wo er für die Leichtathletikabteilung des TSV Bayer 04 Leverkusen an den Start geht. Zuvor trat er für den AV Impala aus seiner Heimatstadt Drachten an.
Im Mai 2025 beendete Amels seine sportliche Karriere.

## Wichtige Wettbewerbe
| Jahr                    | Veranstaltung               | Ort                     | Platz                   | Disziplin               | Weite                   |
| Startet für Niederlande | Startet für Niederlande     | Startet für Niederlande | Startet für Niederlande | Startet für Niederlande | Startet für Niederlande |
| ----------------------- | --------------------------- | ----------------------- | ----------------------- | ----------------------- | ----------------------- |
| 2010                    | U20-Weltmeisterschaften     | Moncton                 | 14.                     | Hochsprung              | 2,14 m                  |
| 2011                    | U23-Europameisterschaften   | Ostrava                 | 15.                     | Hochsprung              | 2,08 m                  |
| 2013                    | U23-Europameisterschaften   | Tampere                 | 1.                      | Hochsprung              | 2,28 m                  |
| 2013                    | Weltmeisterschaften         | Moskau                  | 25.                     | Hochsprung              | 2,17 m                  |
| 2015                    | Universiade                 | Gwangju                 | 14. (Qualifikation)     | Hochsprung              | 2,10 m                  |
| 2018                    | Europameisterschaften       | Berlin                  | 8.                      | Hochsprung              | 2,19 m                  |
| 2019                    | Weltmeisterschaften         | Doha                    | 19.                     | Hochsprung              | 2,22 m                  |
| 2022                    | Europameisterschaften       | München                 |                         | Hochsprung              | o.g.V. (Finale)         |
| 2023                    | Halleneuropameisterschaften | Istanbul                | 1.                      | Hochsprung              | 2,31 m                  |
| 2023                    | Weltmeisterschaften         | Budapest                | 20.                     | Hochsprung              | 2,22 m                  |

## Persönliche Bestleistungen
Freiluft
- Hochsprung: 2,28 m, 14. Juli 2013, Tampere

Halle
- Hochsprung: 2,31 m, 5. März 2023, Istanbul